# Piabina
Genre
Piabina est un genre de poissons d'eau douce téléostéens de la famille des Characidae (ordre des Characiformes).

## Répartition
Les espèces du genre Piabina se rencontrent en Amérique du Sud.

## Liste des espèces
Selon World Register of Marine Species (15 avril 2024) :
- Piabina anhembi da Silva & Kaefer, 2003
- Piabina argentea Reinhardt, 1867

## Classification
Le nom valide complet (avec auteur) de ce taxon est Piabina Reinhardt, 1867,.

## Étymologie
Le nom générique, Piabina, est le diminutif de Piaba, le nom vernaculaire donné à certaines espèces du genre Tetragonopterus (de petits Characidae), dans les environs de Lagoa Santa (État du Minas Gerais au Brésil) qui s'avère être la localité type de la première espèce décrite, Piabina argentea.

## Publication originale
- (da) J. Reinhardt, « Om trende, formeentligt ubeskrevne Fisk af Characinernes eller Karpelaxenes Familie », Oversigt over det Kongelige Danske Videnskabernes Selskabs Forhandlinger og dets Midlemmers Arbeider, vol. 1866,‎ 1867, p. 49-68 (lire en ligne).